# Kolonia (powiat olkuski)
Kolonia – wieś w Polsce położona w województwie małopolskim, w powiecie olkuskim, w gminie Bolesław.
Przed 2005 rokiem miejscowość nosiła nazwę Ujków Nowy Kolonia. W latach 1975–1998 miejscowość administracyjnie należała do województwa katowickiego.